# پناه‌لی‌لار
پناه‌لی‌لار (به لاتین: Pənahlılar) یک منطقه مسکونی در جمهوری آذربایجان است که در شهرستان گوی‌گول واقع شده است. این روستا ۱۱۰۶ نفر جمعیت دارد.